# René Piedelièvre
Pour les articles homonymes, voir Piedelièvre.
René Piedelièvre, né le 7 mai 1891 à Rennes et mort le 26 mai 1975 à Paris, est un légiste et universitaire français.
Il fut professeur à la faculté de médecine de Paris, membre de l’Académie de médecine, président du Conseil national de l'Ordre des médecins.

## Biographie

### Famille
Issu d'une famille bourgeoise originaire de Normandie (son arrière grand-mère paternelle, Elisabeth de Normanville, avait hérité du Château de la Reine Blanche situé sur la commune du Mesnil-Lieubray), il est le fils de Robert Piedelièvre, professeur à la Faculté de droit de Paris, et de Marguerite Langlois. Par sa mère, il est le petit-fils de Victor Langlois, orientaliste et historien.
Gendre du Professeur Henri Claude, il eut six enfants. Il est notamment le père du professeur de droit privé Alain Piedelièvre et le grand-père de l'homme d'affaires, ancien PDG de Bureau Véritas, Frank Piedelièvre et du professeur de droit privé Stéphane Piedelièvre.

### Carrière

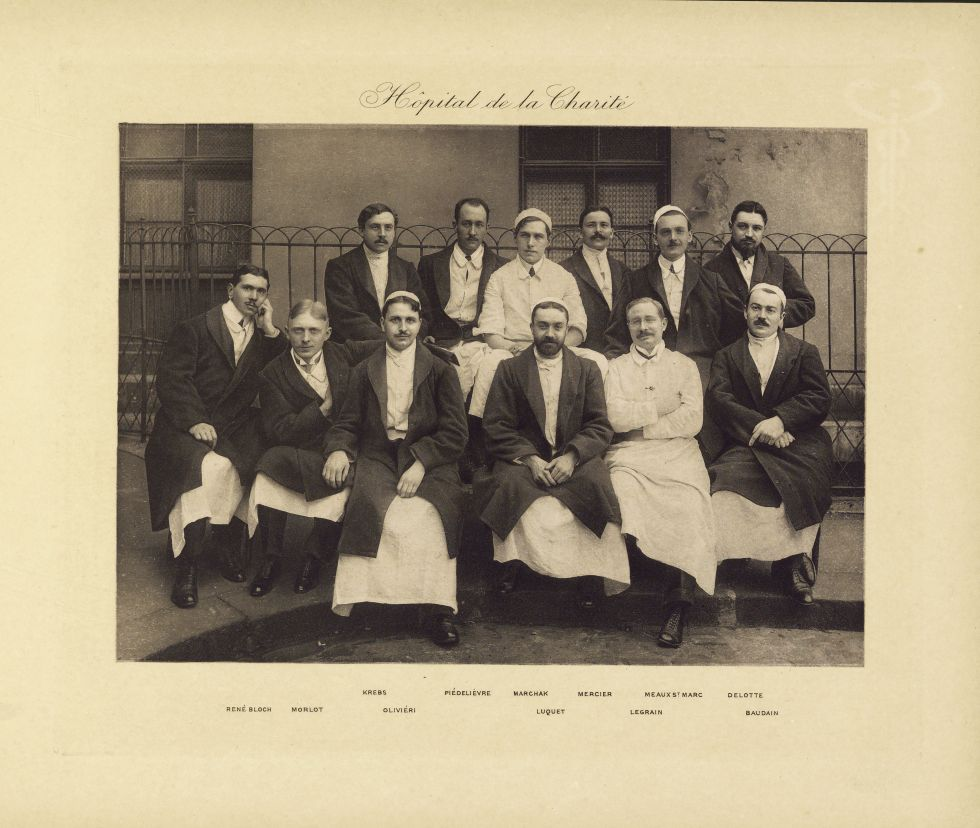
René Piedelièvre (2e rang, 2e en partant de la gauche) lors de son internat (1919).

Agrégé de médecine légale, titulaire de la chaire de médecine légale, et professeur à la faculté de médecine de Paris, il jeta les bases de l’éthique moderne de l’exercice médical. Il est élu membre titulaire de l'Académie nationale de médecine le 31 janvier 1950 et devient en 1952 président du Conseil de l'Ordre des médecins. De 1955 à 1958, il est également président de l'Académie internationale de médecine légale.
Quelques semaines avant l'ouverture du Procès de Nuremberg, il est nommé le 5 novembre 1945 par le Tribunal en qualité d'expert français au sein de la Commission médicale internationale composée d'experts russe, britannique, américain et français. La Commission conclu à l'unanimité, le 7 novembre, que l'accusé Gustav Krupp est médicalement inapte à suivre le procès. Dès 1947, le professeur Piédelièvre participe à l’écriture du code de Nuremberg, texte fondateur de la protection de la personne humaine dans le domaine de l’expérimentation biomédicale.

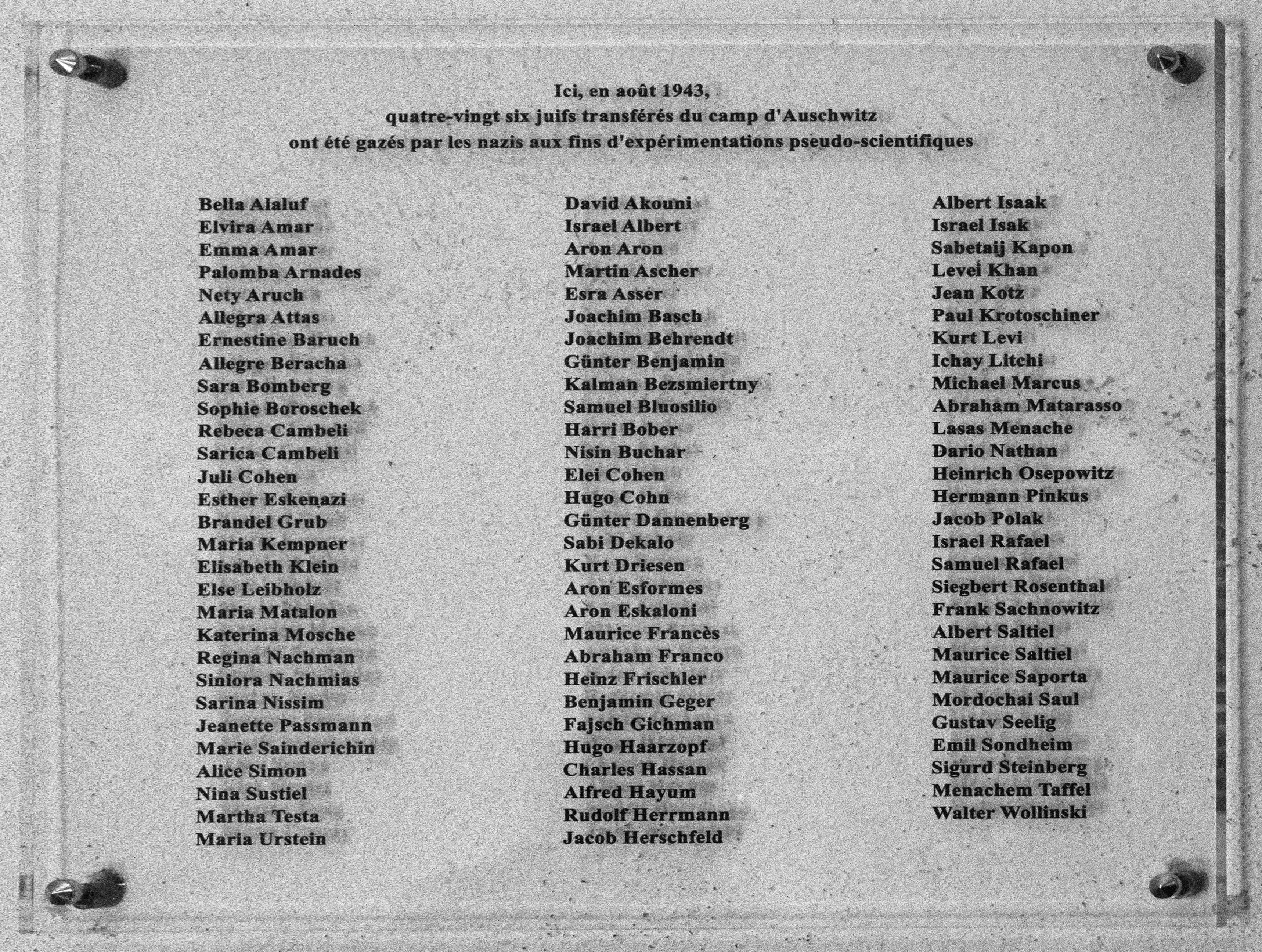
La plaque mémorielle rappelant les noms des 86 juifs gazés par le professeur Hirt en août 1943 pour ses « expériences » pseudo-scientifiques.

Le 15 janvier 1946, il rend un rapport, réalisé avec les professeurs Camille Simonin et Jean Fourcade qui décrit méticuleusement l’autopsie, réalisée à Strasbourg, de 17 sujets entiers et de 166 segments de corps appartenant à des personnes retrouvées au camp de Struthof. Le rapport d'autopsie porte sur les victimes des expériences médicales du criminel de guerre et médecin SS August Hirt et plus particulièrement sur sa collection de squelettes. L'autopsie permet de constater que toutes les victimes présentent les signes d'une mort par inhalation d'acide cyanhydrique. Ces évenements conduisent René Piedelièvre à mener de nombreuses réflexions sur l'éthique et la médecine sur lesquelles il revient notamment en préfaçant l'ouvrage de François Bayle publié en 1950, Croix gammée contre caducée, les expériences humaines en Allemagne pendant la deuxième guerre mondiale.

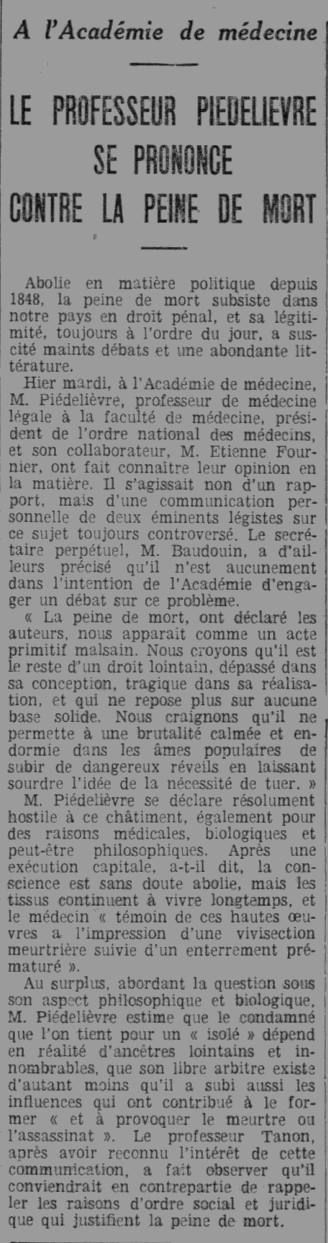
Article du journal Le Monde relatif au plaidoyer du Piedelièvre contre la peine de mort, 1953.

Au printemps 1951, il est chargé de réaliser l'examen médical de Philippe Pétain dont la santé mentale décline. Le 8 juin suivant, le Conseil supérieur de la magistrature, présidé par Vincent Auriol, autorise « l’élargissement » du prisonnier et son assignation à résidence « dans un établissement hospitalier ou tout autre lieu pouvant avoir ce caractère ».
Président du Conseil de l'Ordre des médecins à partir de 1952, il dirige avec les autres membres de l'Ordre les travaux qui conduiront à l'adoption en 1955 d'un nouveau Code de déontologie médicale. La même année, il organise à Paris le premier Congrès international de Morale médicale. Ce Congrès représente l'un des événements les plus importants dans le domaine médico-légale selon Jaroslav Nemec.
Il est également mandaté, en 1953, par le Ministère des Anciens combattants et des Victimes de la guerre, pour procéder à l'identification des déportés français enterrés dans les fosses du cimetière du kommando de Kochendorf,.
À partir de 1958, il fut également vice-président du Comité international de la neutralité de la médecine en temps de guerre dont la mission était d'une part, l'enseignement et la diffusion des conventions de Genève et d'autre part, la formation spécialisée des personnes qui, dans le domaine médical, juridique et moral, étaient susceptibles de veiller à l 'application de ces conventions, en collaboration avec le comité international de la Croix-Rouge. A ce titre, il se rend dans de nombreux pays européens (Rome, Bruxelles, Bonn, Oslo, La Haye) accompagné de Charles Richet, alors président du Comité, et du général Jules Voncken.

En 1966, il publie ses mémoires, Souvenirs d'un médecin légiste, dans lesquels il revient sur les plus importantes affaires de sa carrière de médecin legiste et d'expert auprès des tribunaux (Affaire Stavisky, Marie Besnard, etc.). Dans cet ouvrage, il réaffirme publiquement  son opposition à la Peine de mort. Il écrit: 
« J'ai déjà écrit, avec mon élève et ami Etienne Fournier, à propos de la peine de mort des phrases que je veux répéter. Son existence n'est-elle pas un exemple terrible plutôt qu'un moyen de répression? Un peuple obéissant aux lois de son pays, admet, pour l'Etat, le droit de décider la mort légale, préparée, organisée d'avance. On a convenu et bien admis que l'on peut, de sang-froid, tuer. Si l'habitant de ce pays généralise et étend sa pensée, l'idée de "justice" peut s'atténuer devant celle qu'on a ainsi créée de nécessité ou de besoin. La notion de guerre s'entérine facilement, car l'homme ne rejette plus la possibilité de l'homicide. Celui-ci paraît acceptable et même recommandable: on décore ceux qui ont bien tués. »
Le 6 janvier 1953 déjà, dans un discours devant les membres de l'Académie nationale de médecine, René Piedelièvre avait pris position contre la peine de mort qu'il jugeait être « un acte désuet et malsain, indigne de notre époque ». Le plaidoyer fut si virulent que le secrétaire perpétuel de l'Académie fut ensuite contraint de préciser que les propos du professeur Piedelièvre n'engagaient pas ses collègues. Dans ses Réflexions sur la peine capitale, Albert Camus mit en avant les travaux du professeur Piedelièvre pour étayer ses réflexions philosophiques. En septembre 1981, lors de l'examen au Sénat du projet de loi proclamant l'abolition de la peine de mort, le sénateur Charles Lederman s'appuya en partie sur les déclarations scientifiques de René Piedelièvre pour défendre le vote en faveur de la loi.
Plus de soixante ans plus tard, son courage sera salué par l'avocat Henri Leclerc dans ses mémoires, La Parole et l'Action (2017).
Ami intime de Louis Justin-Besançon, président de la Croix-Rouge, ce dernier prononcera son éloge funèbre devant les membres de l'Académie, qualifiant René Piedelièvre de « maître de la médecine légale française ».

## Iconographies

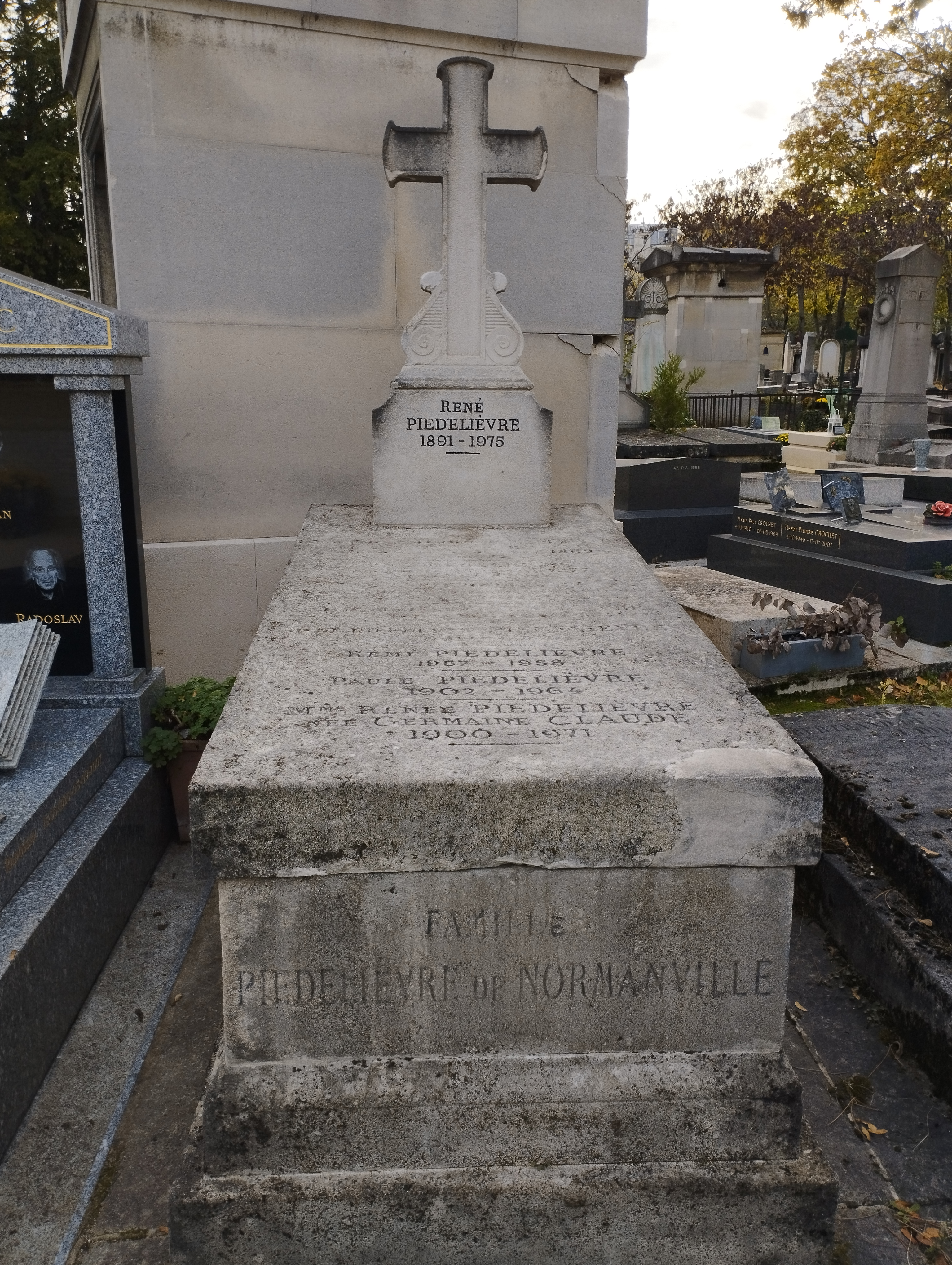
Sépulture au cimetière du Montparnasse (division 4).

Une médaille à l'effigie de René Piedelièvre a été exécutée en 1962 par le graveur Carlo Sarrabezolles. Un exemplaire en est conservé au musée Carnavalet à Paris (ND 975).
En 1949, le peintre Lucien Lévy-Dhurmer a également représenté le professeur René Piedelièvre en dissection. Cette œuvre se trouve aujourd'hui à l'Institut médico-légal de Paris.

## Décorations
- Commandeur de la Légion d'honneur par décret du 28 janvier 1953[27]
- Croix de guerre 1914-1918 avec 5 citations
- Croix du combattant
- Médaille interalliée 1914-1918
- Medaille de Verdun

## Ouvrages
- « Abrégé de médecine légale », avec Léon Dérobert et Guy Hausser (Paris), 1947.
- « Morale, médecine et biologie », avec Etienne Fournier, J.-B. Baillière et Fils (Paris), 1959.
- « La neutralité médicale en temps de guerre », R. Trav. Ac. Sc. Mor.et Pol., (Paris), 1960.
- « Médecine légale », avec Etienne Fournier, J.-B. Baillière et Fils (Paris), 1963.
- « Souvenirs d'un médecin légiste », Flammarion (Paris), 1966.